# 冯媛 (1962年)
冯媛（1962—），中华人民共和国女权活动人士。

## 生平
1962年生于四川仪陇县，随母姓，1979年考入复旦大学新闻系，1983年本科毕业，随后考入中国社会科学院研究生院新闻系读研，《人民日报》定向培养，1986年硕士毕业。1983年，在《人民日报》实习工作期间结识原《人民日报》副总编辑、哲学家王若水，随后于1987年与之结婚。
由于无法接受1989年向平民开枪的六四清场，1991年被调离《人民日报》。1993-1994年陪同王若水在哈佛大学担任访问学者。回国后进入《中国妇女报》工作。2000-2002年任哈佛大学尼曼学人。长期从事中国女权、反家暴活动。曾任汕头大学妇女研究中心顾问、客座教授。